# أختنا الصغيرة (فلم)
أختنا الصغيرة (باليابانية: 海街) هو فيلم دراما ياباني، من إخراج هيروكازو كورئيدا و من بطولة هاروكا أياسي، ماسامي ناغاساوا، كاهو وسوزو هيروسه. الفيلم يحكي قصة ثلاث شقيقات في العشرين من عمرهم يعيشون مع بعضهم البعض في كاماكورا. وتنضم لهم شقيقتهم الصغيرة ذات 14 عاماً بعد وفاة والدهم. يستند الفيلم على سلسلة المانغا يوميات أوميماتشي ‏ من كتابة أكيمي يوشيدا. أُختير الفيلم للمنافسة على السعفة الذهبية في مهرجان كان السينمائي لعام 2015.

## القصة
ثلاث شقيقات: ساتشي كودا (29 عاماً) (هاروكا أياسي)، يوشينو كودا (ماسامي ناغاساوا) (22 عاماً) و تشيكا كودا (كاهو) البالغة من العمر 19 عاماً. يعيشون في بيت أجدادهم في كاماكورا، حيث نشأوا بعد أن إنفصل والديهم وتركوهم. في يوم من الأيام، يتلقون أخبار وفاة والدهم الذي لم يشاهدوه منذ 15 عاماً. وفي الجنازة، يلتقون مع شقيقتهما البالغة من العمر 14 عاماً سوزو أسانو (سوزو هيروسه). حيث لا يوجد أحد لرعايتها لهذا تقوم ساتشي الشقيقة الكبرى بدعوتها للعيش معهم.

## الممثلون
- هاروكا أياسي بدور ساتشي كودا
- ماسامي ناغاساوا بدور يوشينو كودا
- كاهو بدور تشيكا كودا
- سوزو هيروسه بدور سوزو أسانو
- ريو كاسى بدور ساكاشيتا
- كيرين كيكي بدور فوميو كيكوتشي
- ليلي فرانكي بدور سين-إيتشي فوكودا

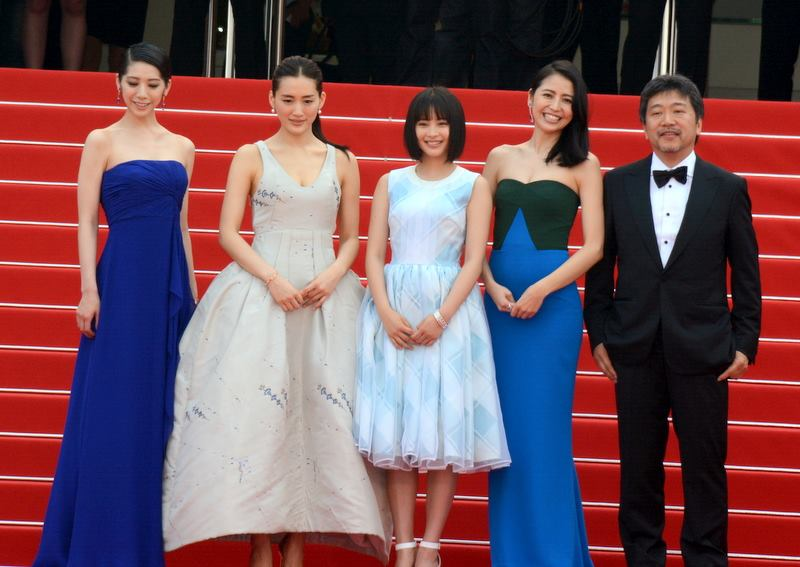
المخرج مع الممثلات في مهرجان كان السينمائي 2015

- جون فوبوكي[الإنجليزية] بدور ساشيكو نينوميا
- شينيتشي تسوتسومي[الإنجليزية] بدور كازويا شينا
- شينوبو أوتيك[الإنجليزية] بدور مياكو ساساكي

## الإنتاج
الفيلم أنتج من قبل تلفزيون فوجي وشوغاكوكان وشركة توهو وشركة غاغا. بدأ التصوير الرئيسي في يوليو 2014.

## الاصدار
عرض الفيلم لأول مرة فيمهرجان كان السينمائي لعام 2015. صدر الفيلم في اليابان في 13 يونيو 2015. عرض لأول مرة في لندن، إنجلترا في 14 أكتوبر 2015 كجزء من مهرجان لندن السينمائي[14].

### شباك التذاكر
جمع الفيلم 1.55 مليار ين ياباني في اليابان.

### الإستقبال
على موقع تجميع المراجعات روتن توميتوز حصل الفيلم على 93% اعتماداً على 102 مراجعة من النقاد. الفيلم أيضاً حصل على 100\75 في ميتاكريتيك[16].
تلقى أداء الممثلين ردود إيجابية من النقاد. الممثلات الأربع اللواتي صورن الفيلم فزن أو ترشحن لجائزة الأوسكار اليابانية الـ39. (تم ترشيح هاروكا أياسي لأفضل ممثلة رئيسية، وماسامي ناغاساوا وكاهو ترشحوا لجائزة أفضل ممثلة مساعدة وسوزو هيروسه فازت بمبتدئة السنة).
كما فاز الفيلم بجائزة الجمهور في مهرجان سان سيباستيان السينمائي الدولي.

## روابط خارجية
- مقالات تستعمل روابط فنية بلا صلة مع ويكي بيانات

لا توجد روابط لمواقع التواصل الاجتماعي.